# Грабарка (Янушпільський район)
Грабарка — колишній хутір у Буряківській сільській раді Янушпільського району Бердичівської округи Української РСР.

## Населення
Відповідно до перепису населення СРСР 17 грудня 1926 року, чисельність населення становила 125 осіб, з них 56 чоловіків та 69 жінок; за національністю: українців — 71, росіян — 4, поляків — 50. Кількість господарств — 25, з них несільського типу — 2.

## Історія
Заснований у 1910 році, до 1923 року входив до складу Янушпільської волості Житомирського повіту Волинської губернії. У 1923 році включений до складу новоствореної Буряківської сільської ради, яка 7 березня 1923 року увійшла до складу новоутвореного Янушпільського району Житомирської округи. 27 червня 1925 року Янушпільський район передано до складу Бердичівської округи. Відстань до центру сільської ради, с. Буряки — 2 версти, до районного центру, містечка Янушпіль — 3 версти, до окружного центру в Бердичеві — 25 верст, до найближчої залізничної станції Демчин — 15 верст.
Знятий з обліку населених пунктів до 1 жовтня 1941 року.